# Микільська церква (Вінниця)
#biblio2024
Микільська церква (Микольська церква або Миколаївська церква) — найдавніша та єдина церква міста української архітектури. Церква представляє типову тризрубну трибанну українську церкву подільської архітектурної школи доби бароко.
За люстрацією 1554 року у Вінниці знаходилося 5 православних церков: Покровська, Спаська, Козьмо-Демянська, Воскресенська, Микольська. Крім того на Великих Хуторах була Юрівська церква та на Малих Хуторах — Іванобогословська. До нашого часу збереглася лише дерев'яна Микольська. Микольська церква розташована в передмісті —  в так званому Старому Місті на пагорбі навпроти Замкової гори. Вона була освячена на місці старої церкви 11 квітня 1746 року.
За легендою, її збудували ченці Києво-Печерської Лаври. За іншою легендою, святиня пов'язана з видатним полководцем Іваном Богуном. Одні кажуть, що він тут хрестився, інші - що вінчався. 

## Архітектура церкви
Церква тризрубна, трибанна, «з опасанням» (відкритою галереєю), на кам'яному підмурку, поставлена з дубових брусів з білим лебедем храму в центрі. Церква розташована, як і усі українські церкви в напрямку з заходу на схід. Усі три церковні зруби в плані восьмигранні. До західного зрубу прибудований прямокутний притвор. Бабинець всередині поєднаний з центральною частиною за допомогою широкої арки. Підлога центрального зрубу вища за підлогу в бабинці. Церковні бані всередині церкви зведені за формою шатра, а ззовні мають заокруглення. Кожний зруб представляє самостійну вежу, яка має три яруси. Церква обшальована поздовжніми дошками, пофарбованими ззовні та всередині в блакитний колір.

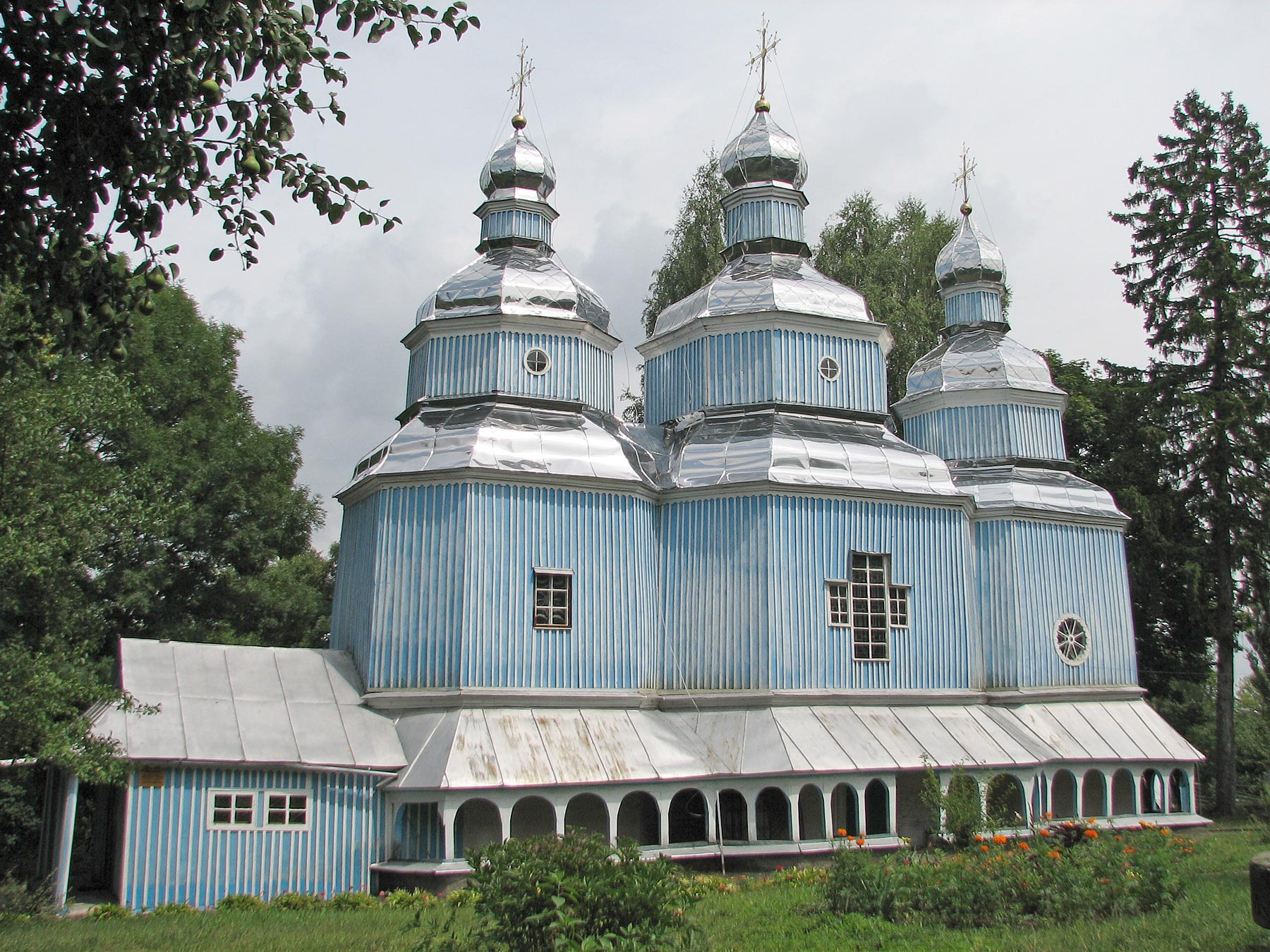
Загальний вигляд храму
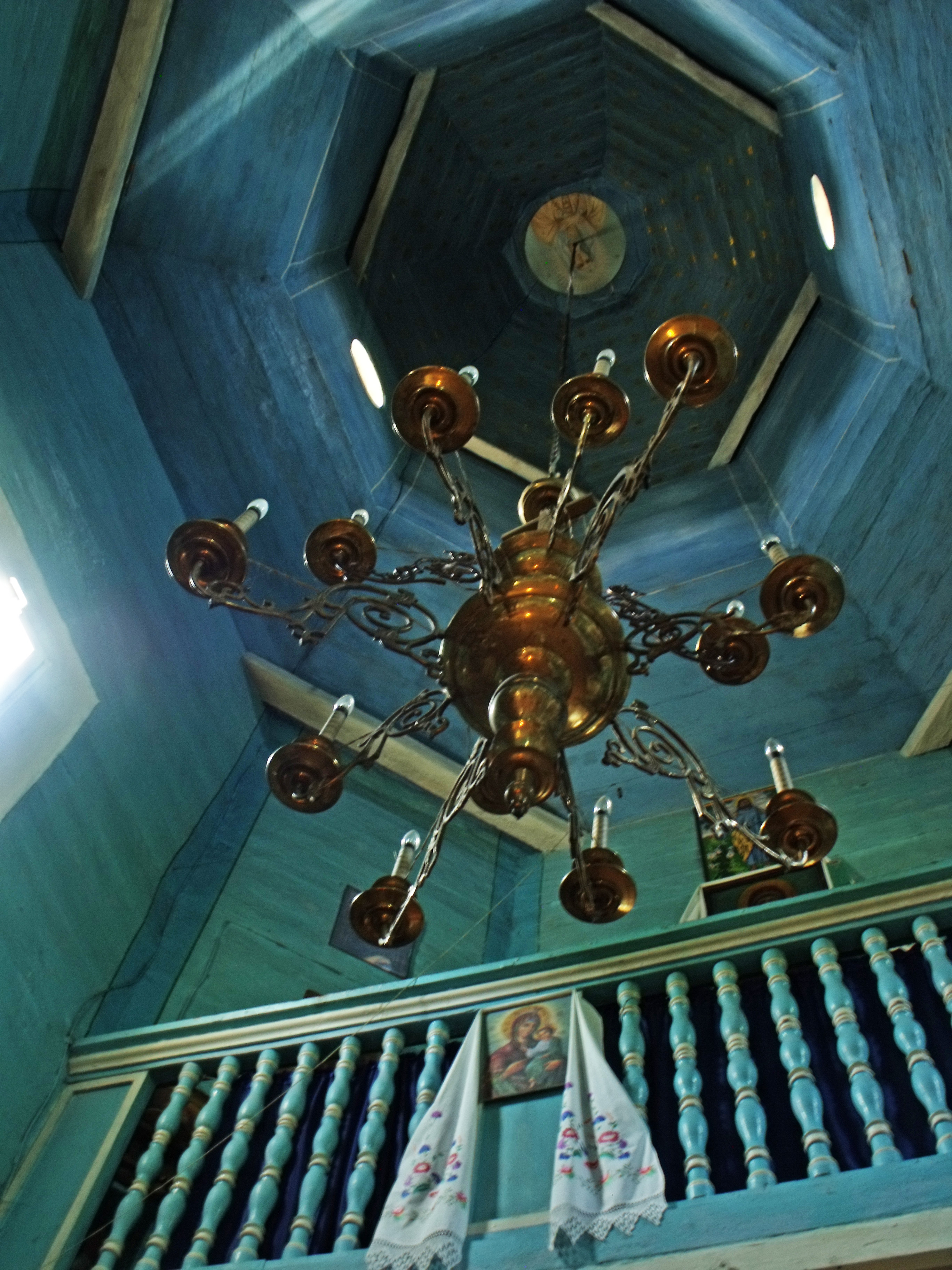
Внутрішній інтер'єр
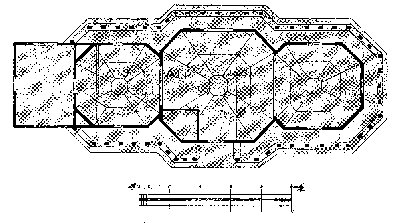
Малюнок-схема

## Дзвіниця
Дзвіниця побудована як і в типових церквах українського типу, окремо від церкви. Дзвіниця в плані чотирикутна, покрита пірамідальним чотиригранним дахом. Перший ярус дзвіниці кам'яний, укріплений контрфорсами.

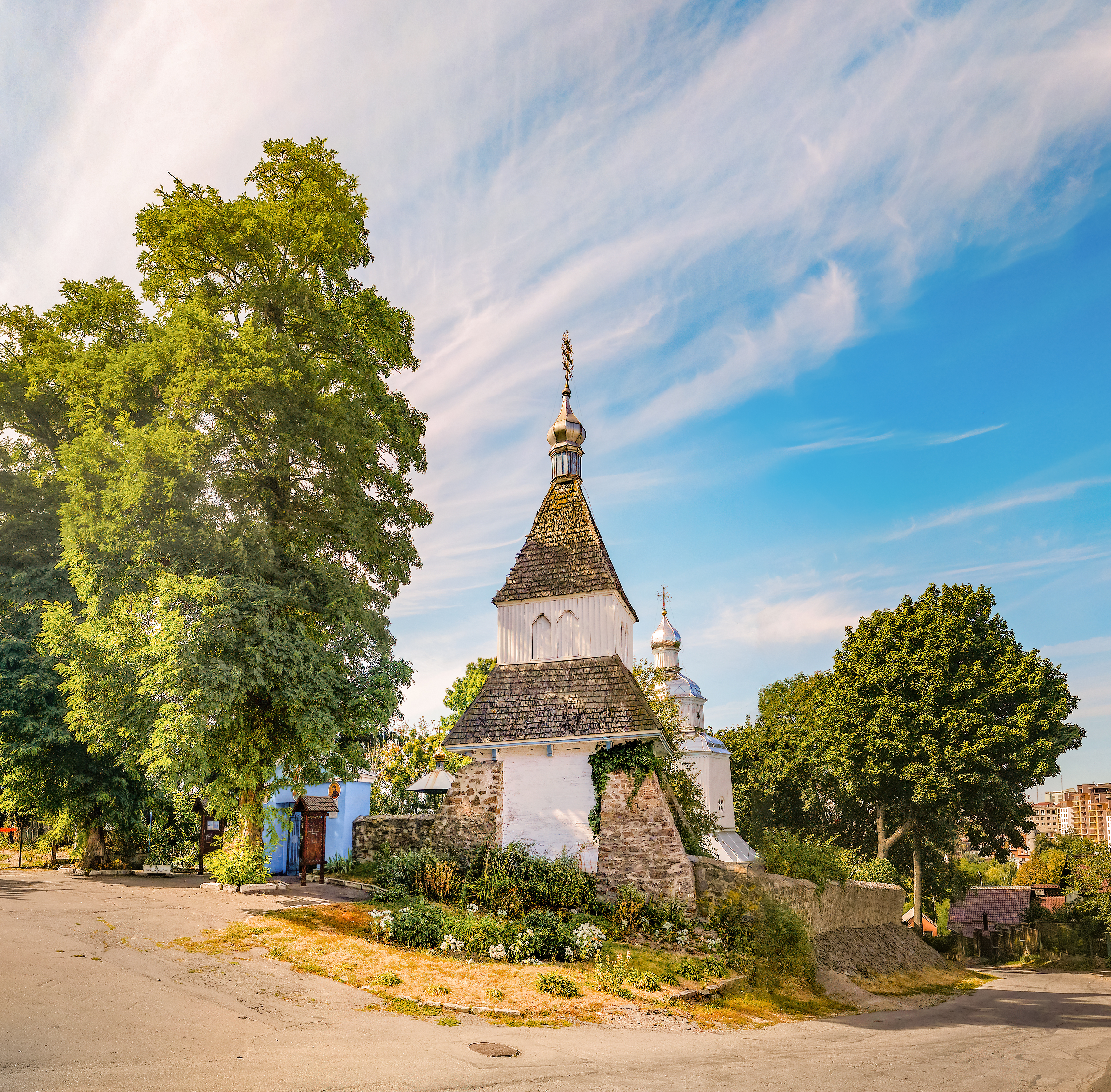
Панорама
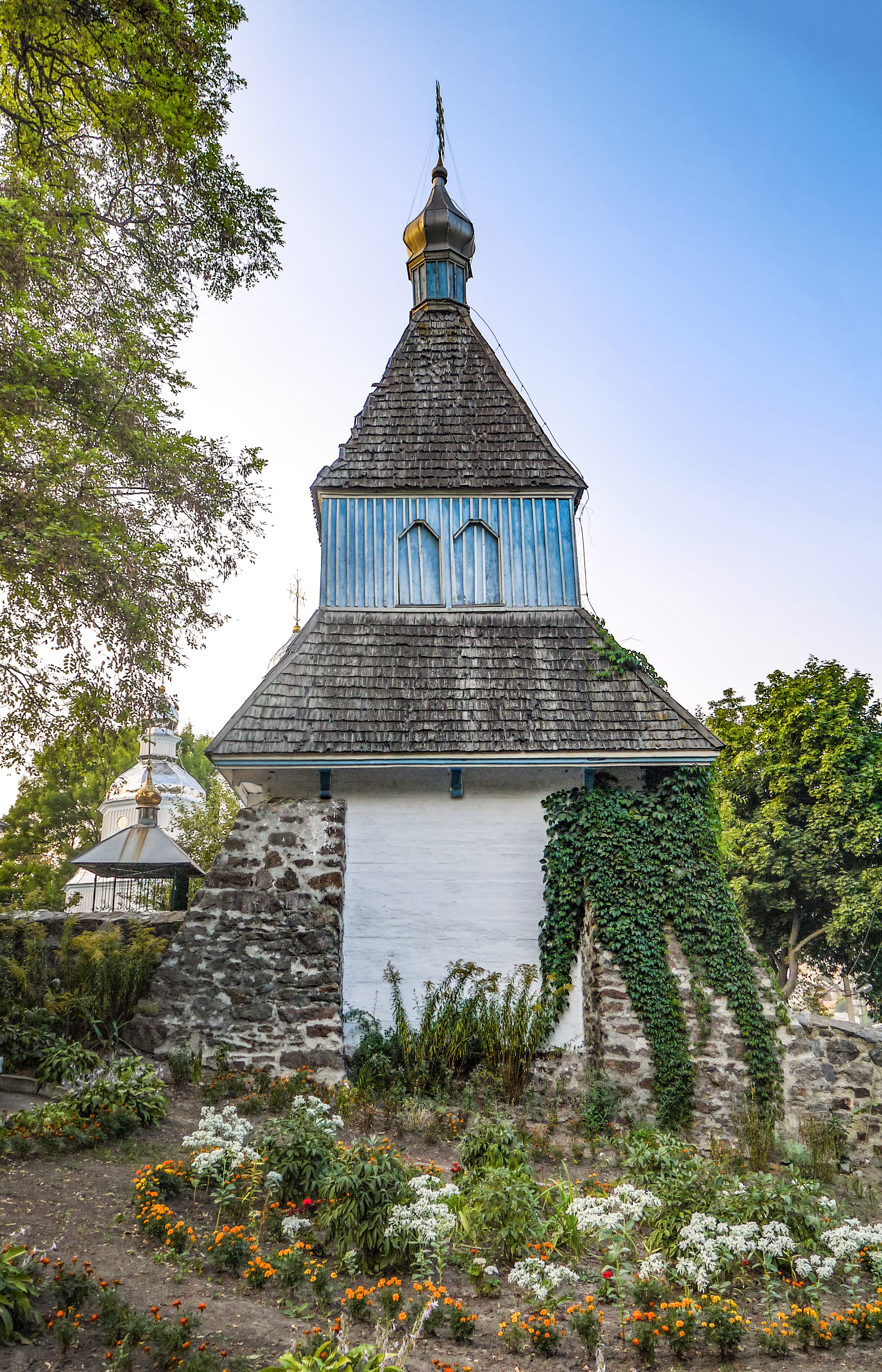
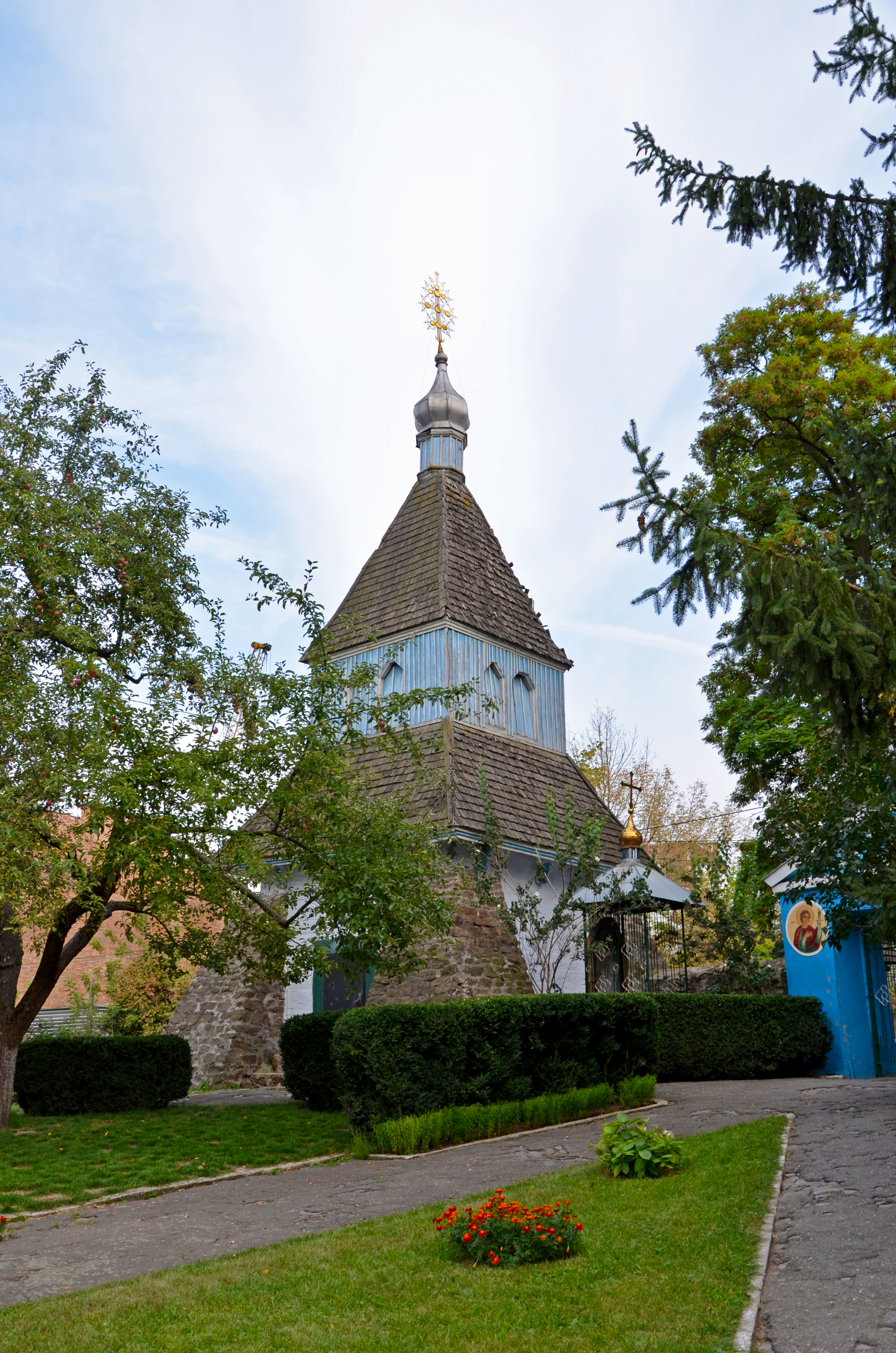